# Ludwig Hatzfeld
Ludwig Heinrich Philipp Hatzfeld (* 1. Mai 1810 in Nenderoth; † 7. Mai 1884 in Flacht) war ein deutscher Pfarrer und Politiker.

## Leben
Als Sohn eines Pfarrers geboren, studierte Hartfeld nach dem Besuch des Gymnasiums in Herborn Theologie an den Universitäten in Marburg und Bonn sowie am Theologischen Seminar Herborn. Während seines Studiums wurde er 1830 Mitglied der Alten Bonner Burschenschaft. Nach seinem Studium wurde er 1833 ordiniert und arbeitete bis 1838 als Pfarrvikar in Driedorf, bis 1842 in Breitscheid und bis 1846 in Bicken. Von 1847 bis 1854 wirkte er als Pfarrer in Breitscheid, dann bis 1856 in Wörsdorf im Taunus. Von 1865 bis 1870 war er Pfarrer im Kirchspiel Flacht. Er gab ab 1868 das kirchliche Amtsblatt heraus und war von 1870 bis 1874 Dekanatsverwalter in Diez, wo er als Dekan in den Ruhestand verabschiedet wurde. 
Politisch aktiv war er 1848 für kurze Zeit, als er Mitglied der Ständeversammlung der Landstände des Herzogtums Nassau wurde, sein Mandat legte er aber im selben Jahr bereits wieder nieder.

## Ehrungen
- 1883: Roter Adlerorden